# Kapaklıoluk, Mustafakemalpaşa
Kapaklıoluk là một xã thuộc huyện Mustafakemalpaşa, tỉnh Bursa, Thổ Nhĩ Kỳ. Dân số thời điểm năm 2011 là 147 người.